# Infinix Mobile
Infinix Mobile — китайский производитель электронных устройств, входящий в крупный китайский холдинг Transsion Holdings. 
Основное направление деятельности — продажа, разработка, и производство электронных устройств. Под брендом Infinix выпускается несколько категорий электронных устройств: ноутбуки, смартфоны, планшеты, смарт-часы, беспроводные стерео-наушники, телевизоры.

## История
История начинается с компании Sagem, которая была основана в 1924 году во Франции.
- 2008 — Sagem из-за проблем перестала выпускать телефоны под своей маркой, а после продажи инвестиционной компании Sofinnova превратилась в обычного OEM-Производителя, производящий сотовые телефоны для других брендов.
- 2011 — Sagem приобретена холдингом Transsion Holdings.
- 2013 — на базе Sagem создано дочернее подразделение под названием Infinix Mobile. Изначально оно было ориентировано на Африканский рынок. В том же году бренд представлен с сотрудничеством мобильного оператора MTN.
- 2016 — Компания расширила географию поставок своих смартфонов, распространив их на 30 стран.
- 2019 — Компания заняла 26-е место в рейтинге наиболее популярных в странах Африки брендов.[1]
- 2020 — Компания получила приз лучшему продавцу от Lazada на коммерческой выставке в Индонезии.

## Продукция
- 2014 — Infinix Zero x506 — первый смартфон от компании Infinix Mobile. Был собран на восьмиядерном процессоре MediaTek MT6592, имел на борту 2 Гб оперативной памяти, 16 Гб флеш-накопителя, 5-дюймовый HD дисплей и 13 МП камеру.[2]
- 2015 — Представлено пять моделей. Три из них относились к новым линейкам Hot и Note, Hot относился к более бюджетному сегменту, а Note позиционировался как фаблет. В этом же году вышли Hot 2 и Note 2, и фирменная оболочка XUI 1.0 на базе Android Lolipop.
- 2016 — Были анонсированы и выпущены Infinix Hot 4, и Note 3.
- 2024 — Представлен первый планшет Xpad с 11-дюймовым дисплеем и поддержкой сетей LTE[3].

## Примечании
1. ↑  Названы самые популярные в Африке производители смартфонов. www.ferra.ru. Дата обращения: 19 февраля 2024. Архивировано 19 февраля 2024 года.
2. ↑  Okafor, Paschal. Infinix Zero X506 Specs and Price - NaijaTechGuide (амер. англ.) (21 июля 2014). Дата обращения: 19 февраля 2024. Архивировано 19 февраля 2024 года.
3. ↑  Компания Infinix представила свой первый планшет Xpad. Дата обращения: 21 сентября 2024. Архивировано 21 сентября 2024 года.